# География на Киргизстан
Киргизстан е държава в Централна Азия или в североизточната част на Средна Азия. Площ 199 988 km². Население на 1 януари 2019 г. 6 360 400 души. Столица град Бишкек.

## Географско положение, граници, големина
Киргизстан е държава в Централна Азия, разположена предимно в западната и централната част на планинска система на Тяншан. На север граничи с Казахстан (дължина на границата 1242 km), на югоизток – с Китай (1084 km), на юг и югозапад – с Таджикистан (971 km) и на запад – с Узбекистан (1378 km). Обща дължина на границите (само сухоземни) 4675 km. Преобладаващата част от границите ѝ преминават по гребените на най-високите хребети и само на север и югозапад – по техните подножия и предпланински равнини (Чуйска долина, периферията на Ферганската котловина). Дължина от запад-югозапад на изток-североизток 1000 km, ширина от север на юг 410 km. В тези си граници заема площ от 199 988 km².
Крайни точки:
- на север – Чуйска област, граница с Казахстан, ляв бряг на река Чу 43°15’55” с.ш.
- на юг – Ошка област, граница с Таджикистан, Заалайски хребет 39°10’49” с.ш.
- на запад – Баткенска област, граница с Таджикистан 69°15’04” и.д.
- на изток – Исъккулска област, граница Китай, връх Военни топографи (6870 m) 80°13’40” и.д.

## Геоложки строеж, полезни изкопаеми

### Геоложки строеж
Територията на Киргизстан е разположена в пределите на Тяншанската нагъната област, геосинклиналното развитие на която е завършило окончателно в края на палеозоя. Настъпилия след това етап на относително спокойно платформено развитие в края на палеогена и началото на неогена бил прекъснат от интензивни тектонски движения, продължаващи и понастоящем и обуславящи високопланинския релеф на страната. Различават се раннокаледонска (ордовик – долен силур) нагъната система в Северен Тяншан и херцинска система в Среден и Южен Тяншан, разделени със зони от дълбочинни разломи. Каледонидите в Северен Тяншан се разкриват в хребетите: Заилийски Алатау, Кунгей Алатау, Терскей Алатау, Киргизки, Таласки Алатау, Джумгалтау, Сусамиртау, херцинидите в Среден Тяншан изграждат хребетите: Сариджаз, Куйлютау, Джетим, Молдотау, Акшийрак (Западен), Чаткалски и др., а херцинидите в Южен Тяншан – Инилчектау, Борколдой, Атбаши, Какшаал Тоо, Фергански, Алайски и Туркестански. Междупланинските падини са запълнени с мощни мезозойски и кайнозойски, предимно континентални наслаги. В строежа на каледонидите в Северен Тяншан участват долнопалеозойски епи- и миогеосинклинални нагънати комплекси, разположени върху байкалска основа, а също големи блокове от по-древни протерозойски структури. Херцинският структурен етаж е изграден предимно от континентални седименти и вулканогенни епигеосинклинални орогенни комплекси. Характерни са следите от мощния каледонски гранитоиден магматизъм. Фундаментът от палеозойски теригенни и карбонатни пластове, типични за Среден Тяншан, образуват основно дорифейските гнайси, рифейските гпанитоиди и порфирити. Херцинидите на Южен Тяншан се отличават с широко развитие на нагънати, а на места покривни структури. Отделни геосинклинални пропадания в тези системи са били заложени вранния силур, завършил развитието си по различно време и съществено се различават помежду си по състава изпълващ техния вулканогенно-седиментен слой.

### Полезни изкопаеми
От полезните изкопаеми на Северен Тяншан промишлено значение имат полиметалните находища и находищата на редки метали, свързани с къснопалеозойския магматизъм (Актюз, Борду) и известни находища на злато, сив яспис и др. В Среден Тяншан се откроява Джетимския басейн с напластени железни руди (във вендските наслаги), прогнозните запаси на които се оценяват на около 10 млрд. т. установени са молибдено-ванадиеви орудявания в силициевите формации от долния палеозой и полиметалните руди в карбонатните скали с девонска и долнокарбонска възраст (Сумсар, Молдотау). Златните и медните орудявания в Среден Тяншан са свързани с къснопалеозойските наслаги и зоните с хидротермални изменения (Сумсар, Сандалашки хребет). В Южен Тяншан има находища на живак, антимон, калай, полиметали. Перспективни са проявленията на злато и боксити в карбонатните гънки от девона и средния карбон в Алайския хребет. Основните запаси от живачни руди, обезпечават устойчивата дейност на минните предприятия, основавайки се предимно на хидротермалните находища в Хайдаркен, Чаувай и Чонкой, а антимоновите руди – на находищата в Касансайски район и Кадамжай. В Акшийрак-Сариджазкия район със съсредоточени находища на калай, свързани с контактните зони на горнопалеозойските гранитоизни интрузии. във Ферганската котловина се добива нефт и газ в наслагите от кредата и палеогена. По геоложки запаси на въглища (31 млрд. т) Киргизстан заема 1-во място в Средна Азия. Изучените запаси съставляват 2,3 млрд. т, в т.ч. коксуващи се въглища – 0,5 млрд. т. Каменните въглища като цяло са повече от кафявите, но в промишлените запаси преобладават последните. Запасите от каменни въглища (от газови до антрацитни) са съсредоточени основно в Източноферганския каменовъглен басейн, заемащ югоизточните части на Ферганския хребет и неговите южни презпланински части. от находищата на въглища във Ферганската и Исъккулската падини се експлоатират находищата в Сулюкта, Шураб, Къзъл Кия, Кок Янгак, Нарин, Джергалан, Согути и др. В пластовете с мезозойска и кайнозойска възраст са открити находища на каменна сол, гипс, каолин, бентонитови глини, стъклени пясъци, строителни материали, мрамор и полускъпоченни камъни. В страната има множество находища на подземни води, в т.ч. термални и минерални източници, на базата на които действат курортите Исък Ата, Джалалабад. Цялата територия на Киргизстан попада в зона с повишена сеизмичност, като центровете на земетресенията са привързани основно към Ферганския, Атойнокския и други големи разломи.

## Природа

### Релеф
Киргизстан е страна разположена в мощни планински системи. По-голямата ѝ част, предимно североизточната лежи в пределите на Тяншан, а югозападната – в Памиро-Алай. Киргизстан е една от най-високопланинските страни в света, като средната ѝ надморска височина е 2750 m. Цялата територия на републиката (с много малки изключения във Ферганската котловина) е с надморска височина над 500 m³, над половината между 1000 и 3000 m и около 1/3 – на височина от 3000 до 4000 m. Планинските хребети заемат около 1/4 от територията ѝ и се простират паралелно, предимно в широчинно направление. Главните хребети на Тяншан се сближават на изток, в района на Меридионалния хребет, като създават мощен планински възел. Тук на границата с Китай се издига връх Дженгиш Чокусу (Победа) 7438 m, най-високата точка на страната. Разположеният на запад масив Акшийрак отделя Централен от Вътрешен Тяншан, последният обграден от юг от хребета Какшаал Тоо (връх Данков 5982 m), от север – хребетите Терскей Алатау и Киргизки и от югозапад – Фергански. Във Вътрешен Тяншан, хребетите са с алпийски форми на релефа, разделени от долини и котловини. За неговата източна част, както и за Централен Тяншан са характерни намиращите се на голяма височина (до 3850 m) обширни заравнени пространства, т.нар. „сърти“ (или „съртове“), голама част от които представляват дъна на долини. На север от хребета Терскей Алатау и южно от хребета Кунгей Алатау е разположена Исъккулската котловина с езерото Исъккул на дъното ѝ. Западната част на Киргизстан е разположена в пределите на Западен Тяншан. Най-важните орографски елементи тук са: Таласката долина и хребетите Таласки алатау и Чаткалски. На югозапад в пределите на Киргизстан навлиза северната, източната и южната периферия на Ферганската котловина със своите предпланински части и пледпланински равнини, носещи името „адири“. На юг към Киргизстан принадлежат северните склонове на Туркестанския и Алайския хребет, Алайската долина и северния склон на Заалайския хребет (връх Абу али ибн Сина 7124 m), съставляващи северната периферия на Памир.

### Климат
Климатът на Киргизстан е континентален, със значителни колебания на температурата, умерено количество на валежите, сухота на въздуха и малката облачност. Годишната продължителност на слънчевото греене е 2500 – 2700 часа. Във връзка с планинския релеф и големите температурни амплитуди във височина климатът се изменя от сух субтропичен високопланински тундров. Средната януарска температура се изменя от -1,5 до -8 °C в долините, от -8 до -20 °C в среднопланинските райони и до -27,7 °C във високопланинските (Аксайската долина). Абсолютен минимум -53,6 °C в Аксайската долина (в Бишкек -34,4 °C). През зимата, с изключение на високопланинския пояс, често се наблюдават епизодични затопляния. Лятото е сухо и горещо. Средна юлска температура във Ферганската котловина 20 – 27 °C, в средновисоките долини и котловини 15 – 17 °C, а във високопланинските райони 5 °C и по-ниска. Абсолютен максимум 43 °C (в чуйската и Ферганската котловина). Господстват предимно планинско-долинните ветрове. По външните планински склонове на приферганските хребети, открити към долините се наблюдава фьон, а в Исъккулската котловина планинско-долинните ветрове се усилват с бризови. В широките долини духат ветрове идващи от съседните дълбоки дефилета. Валежите основно се пренасят от северозападните, западните и югозападните въздушни маси. Склоновете на планините, обърнати към тях, получават най-голямо количество валежи. По северните склонове на Киргизкия хребет падат 750 – 770 mm валежи годишно, по югозападните склонове на Ферганския хребет – до 900 – 1000 mm, на техните противоположни склонове – 200 – 250 mm, в Чуйската долина – 300 – 400 mm, в Исъккулската котловина – от 100 mm на запад до 500 mm на изток, във Вътрешен и Централен Тяншан – от 265 mm на запад до 180 mm на изток. В периферните долини максимумът на валежите е през март и април, по склоновете на Киргизкия и Ферганския хребети – през май, във Вътрешен Тяншан и Исъккулската котловина – от май до юли. В зависимост от физикогеографските условия снежната линия в различните части на Тяншан е разположена на височина от 3600 до 4600 m. Поради малоснежната зима междупланинските падини се използват като зимни пасища. Продължителността на вегетационния период (минимална денонощна температура 5 °C) в предпланинските райони на Ферганската котловина е от 200 до 220 денонощия, в Чуйската долина 172 – 182 денонощия, на изток, в Исъккулската котловина 115 – 151 денонощия, в Кочкорската котловина на Вътрешен Тяншан – 90 денонощия.

### Води

#### Реки
Речната мрежа на Киргистан се отнася към 4 водосборни басейна: Аралско море (76,5% от територията на страната), река Тарим (12,4%), езерото Исъккул (10,8%) и езерото Балхаш (0,3%). Средният годишен отток на всички реки е 52 km³. Голяма част от реките принадлежащи на Киргизстан текат през страната със своите горни и средни течения. Най-голямата река на страната е Нарин (дясна съставяща на Сърдаря), водеща началото си от ледника Петров. Основните ѝ притоци са Атбаши, Алабука и Кьокьомерен. Река Карадаря (лява съставяща на Сърдаря) с притоците си: десни, стичащи се от Ферганския хребет Каракулджа, Яси, Кугарт; леви, стичащи се от Алайския хребет Тар, Куршаб. Най-голямата река в Северен Киргизстан е Чу, в Северозападен – Талас, в крайния юг – Къзълсу (течаща през Алайската долина, от басейна на Амударя). от реките, вливащи се в езерото Исъккул, най-значителни са Тюп и Джергалан. Реките Сариджаз, Узенгугуш и Аксай, течащи в източната част на републиката се отнасят към басейна на река Тарим. Единствено река Каркара, водеща началото си от хребета Терскей Алатау, принадлежи към системата на река Или, вливаща се в езерото Балхаш. Реките, извиращи от високопланинските райони, имат предимно ледниково и снежно подхранване и лятно пълноводие. Малките реки, водещи началото си от по-ниски височинни пояси се подхранват основно от грунтови (подземни) води, а също и от снежни и дъждовни води. Всички киргизки реки имат голямо енергийно и иригационно значение, като водите им се използват за напояване както в Киргизстан, така също и в Узбекистан, Казахстан и Таджикистан.

#### Езера
В Киргизстан има около 3 хил. езера, които заемат над 7 хил.km² и над 2 хил. са разположени между 3000 и 4000 m н.в. Най-големите от тях са разположени в падини с тектонски произход – Исъккул (едно от най-големите високопланински езера в света), Сонгкул и Чатъркул. В страната се срещат още преградни или т.н. язовирни езера, образувани при свлачища и срутвания на земни маси, които преграждат някоя речна долина. Едно от най-красивите преградно-язовирни езера е Саръчелек в Чаткалския хребет.

#### Ледници
На територията на Киргизстан има около 6500 ледника, които съдържат в себе си приблизително 650 млрд.m³ вода. Тяхната площ е 6578,3 km². Около 75% от планинските ледници се отнасят към водосборните басейни на Тарим и Сърдаря. Разпространени са предимно планинско-долинните ледници, подхранващи се основно от лавини. По „съртовете“ на Тяншан се срещат ледници разположени по плоските върхове на някои хребети. Основни центрове на заледяване са в крайните източни части на страната. Тук най-големи ледници са: Южен Инилчек (дължина 59,5 km, площ над 800 km²), Северен Инилчек (Резниченко, 38,2 km, 211 km), Каинди (29 km, 84 km²), Семьонов (20,2 km, 65 km²), Мушкетов (20,5 km, 69 km²). Сравнително големи ледници има още в хребетите Какшаал Тоо, Акшийрак (ледника Петров), Терскей Алатау, Заалайски и Алайски.

### Почви
В пустините на Южен Киргизстан и полупустините на Северен Киргизстан са разпространени сивите почви, върху които се развива поливно земеделие, и, които заемат около 6,5% от територията на страната, включително 0,3% с постоянни насаждения.. В местата подхранвани от грунтови води са развити ливадни сиви почви, а по долините на реките и приезерните равнини на Исъккул, Сонгкул и Чатъркул – алувиални, ливадни и ливадно-блатни почви. В пустинно-степния пояс на Вътрешен и Централен Тяншан и западните части на Исъккулската котловина са развити кафяви почви, в сухостепните райони – кестеняви, а в ливадно-степните по овлажнените склонове – планински черноземи. Срещат се различни видове планинско-горски почви: кафяви – в смърчовите гори, черно-кестеняви – в орехово-плодните гори, и кестеняво-кафяви – в арчовите гори (вид средноазиатска хвойна). Нагоре следват разновидности на планинско-ливадните, планинско-ливадно-степните и планинско-степните субалпийски почви. В най-горните предели на разпространението на растителност най-големи площи заемат ливадно-полуторфените и високопланинските полигонални почви, а най-високо – такировидните пустинни почви (по „съртовете“ на Вътрешен Тяншан).

### Растителност
В Киргизстан се наброяват над 350 вида растения. Тяхното разпространение зависи от сложността на релефа и се определя от разположението на хребетите, тяхната височина и експозицията на склоновете. Пустините и полупустините заемат малки площи. Степите и лесостепите са разпространени повсеместно и повечето са усвоени за земеделски цели. Високопланинските пасища се използват за добив на сено и паша на селскостопански животни. Горите заемат 3,3% от територията на страната, като те са изцяло държавна собственост и не са предвидени за дърводобив. Най-големи площи заемат смърчовите (тяншански смърч, или смърч на Шренк Picea tianschanica или Picea schrenkiana), арчевите (вид централноазиатска хвойна) и орехово-плодните гори. Горите съставени от тяншански смърч са разположени на височина от 1600 до 3100 m по склоновете на хребетите Терскей Алатау, Кунгей Алатау, Наринтау, Атбаши, Киргизки, в басейна на реките Чон кемин, Тар и др. По южните склонове на Ферганския и Чаткалския хребет, от 1500 до 2800 m са разпространени еникалните орехово-плодови естествени гори с плащ около 265 хил.ха. Склоновете на хребетите Туркестански, Алайски и Таласки Алатау на височина от 1200 до 3000 m са заети от арчеви гори. По-рядко се срещат елови, ивови итополови гори. На височина 3600 – 4000 m господстват студените пустини и пустинните тундри.

### Животински свят
Животинският свят е представен от около 500 вида гръбначни животни (от тях 335 вида птици и 49 вида риби) и 3000 вида насекоми. В смърчовите гори на Тян Шан се срещат стада архари, кафяви мечки, марали. Планинските долини са обитавани от лисици, вълци, лалугери, а планинските потоци са богати на пъстърва.
За първи път застрашените видове, обитаващи Киргизстан, са вписани в Червената книга на СССР през 1974 г., след като местното правителство предоставя списък на застрашените видове. През следващите години списъкът става по-голям, а сведенията за застрашените видове повече. Така през 1985 г. е издадена Червената книга на Киргизката ССР, в която са включени 13 вида и подвида бозайници, 20 вида и подвида птици, 3 вида влечуги, 2 вида риби, 5 вида насекоми и 65 вида висши растения. Първата Червена книга на Киргизстан е публикувана едва през 2005 г. Списъкът със застрашените видове е разширен и днес той включва 6 вида гъби, 89 висши растения, 18 членестоноги, 7 риби, 2 земноводни, 8 влечуги, 53 птици, 26 вида бозайници.
Сред неофициалните символи на страната са два изключително редки както за света, така и за страната растение и животно. Снежният барс е високопланинската котка, която в миналото е обитавала голяма част от страната, но днес популацията на вида е ограничена. В южната част на страната се среща рядката Ведрица на Едуард (на латински: Fritillaria eduardii), която е любимо за киргизите цвете и наричано от тях Айгул.

### Защитени територии
В Киргизстан са обособени 83 особено охранявани природни територии с различен статут. Площта, която заемат, е около 800 хил. хектара и представляват около 4% от територията на страната. Охраняваните територии биват 6 държавни резервата или заповедника, 8 национални парка и 67 природни парка, които на свой ред биват от горски, ботанически, географски, многофункционален и ловен тип. В страната има и два биосферни заповедника, намиращи се под закрилата на ЮНЕСКО, като Исъккулския биосферен резерват е най-старият и най-големият.

### Природни райони
Тяншанската планинска област се поделя на 5 физикогеографски провинции:
- Северотяншанска (хребетите Терскей Алатау и Киргизски и Кеминска долина) – високопланински ландшафти, планински степи и смърчови гори по северните склонове на хребетите;
- Исъккулска – пустини в западната ѝ част, планински степи и смърчови гори в източната част;
- Вътрешнотяншанска – планински степи и пустини, ограничена горска растителност и високопланински ландшафти;
- Централнотяншанска – високо разположени „съртове“, високи хребети и мощно заледяване;
- Югозападнотяншанска (Приферганска) – високопланински ландшафти, иглолистни и орехово-плодни гори, субтропични степи.

Памиро-Алайската планинска област ке поделя на 2 провинции:
- Алайска (Алайски и Туркестански хребет) – високопланински ландшафти, арчеви гори, планински пасища и субтропични степи;
- Северопамирска – планинско-степната Алайска долина и високия и заледен Заалайски хребет.[2]

## Околна среда
Киргизстан не е била предвидена като промишлена зона и успява да избегне екологичните катастрофи, случили се в съседните бивши съветски републики. Въпреки това хабенето на водните ресурси, изтощаването на почвите и вредни практики в селското стопанство увреждат околната среда. Добивът на злато и уран в източните части на страната освобождават отровни химикали в почвите и водите, а автомобилният трафик в по-големите градове допринася за замърсяването на въздуха. Необичайно честите свлачища, лавини и наводнения през 2004 година са приписани на топенето на глетчерите, породено от промените в световния климат. Въпреки това замърсяването от промишлени източници е локализирано.